# Museu Tèxtil i d'Indumentària
El Museu Tèxtil i d'Indumentària fou centre de l'Institut de Cultura de Barcelona dedicat a promoure el coneixement, la comprensió i el bon ús en el món del disseny.
El seu fons es componia d'objectes relacionats amb la moda i l'ornamentació del cos humà: vestits, joies, complements i accessoris, i també d'una rica col·lecció tèxtil, des de teixits coptes fins a tèxtils industrials. Destaquen les col·leccions de puntes, brodats, indumentària litúrgica i tapissos. També hi havia estris per crear peces de moda i sistemes d'estampació. Actualment, el seu llegat tèxtil (i de fotografia de moda) es reparteix entre la Col·lecció d'Arts Tèxtils i Indumentària Històrica, i la Col·lecció de Disseny de Moda, amb les joies passant a formar part de la Col·lecció d'Arts Decoratives del Museu del Disseny de Barcelona.

## Història
Els seus antecedents es remunten a l'any 1883, quan l'Ajuntament de Barcelona va adquirir els primers fons tèxtils amb l'objectiu de formar un museu monogràfic. Durant bona part del segle xx, les col·leccions de teixits, d'indumentària i de puntes es van trobar separades en museus diferents.
El 1902, les adquisicions de tèxtil entraren a formar part del Museu d'Art Decoratiu i Arqueològic, ubicat a l'antic arsenal del Parc de la Ciutadella, i el 1932, el fons es traslladà al nou Museu d'Arts Decoratives al Palau Reial de Pedralbes. El 1949, el museu es mudà de nou, aquesta vegada al Palau de la Virreina. Durant aquest temps es feren adquisicions tan importants com ara la col·lecció de teixits coptes de l'enginyer i col·leccionista Macari Golferichs (el 1904), la de teixits artístics de l'artista i col·leccionista Josep Pascó i Mensa (el 1913), i la col·lecció de l'industrial, polític i col·leccionista, Lluís Plandiura i Pou (el 1932), amb els seus famosos terns de l'època gòtica.
No seria fins a l'any 1961 què es va inaugurar el Museu Tèxtil com a entitat separada, ara a la capella de l'Antic Hospital de la Santa Creu. El 1968 obria les portes el Museu de les Puntes al Palau de la Virreina i el 1969 naixia el Museu d'Indumentària-Col·lecció Rocamora al Palau del Marquès de Llo, gràcies a la donació del pintor, historiador i col·leccionista Manuel Rocamora de la seva col·lecció d'indumentària civil.
El 1982, els tres museus es van unificar en un de sol: el Museu Tèxtil i d'Indumentària, que el 1993 va inaugurar una nova exposició permanent de la col·lecció històrica de teixits i d'indumentària, i des de l'any 2003 les exposicions que s'hi realitzen estan dedicades a propostes relacionades amb la cultura de la moda.
El 2008, el museu es traslladà al Palau Reial de Pedralbes, on ja hi havia altres museus (el Museu de les Arts Decoratives, el Gabinet de les Arts Gràfiques i el Museu de Ceràmica de Barcelona) i s'aprofità per fer una nova presentació de la col·lecció permanent amb la mostra El Cos Vestit, que explica com el vestit modifica el cos al llarg de cinc segles, des del segle xvi al xx. Fou una relectura de la col·lecció del Museu, amb 100 vestits originals. Va tancar les portes a finals del 2012, i entre 2013 i 2014, les col·leccions del museu es traslladaren i adequaren a l'edifici Disseny Hub Barcelona de la plaça de les Glòries, la nova seu del Museu del Disseny de Barcelona, inaugurat el desembre del 2014.

## Seus

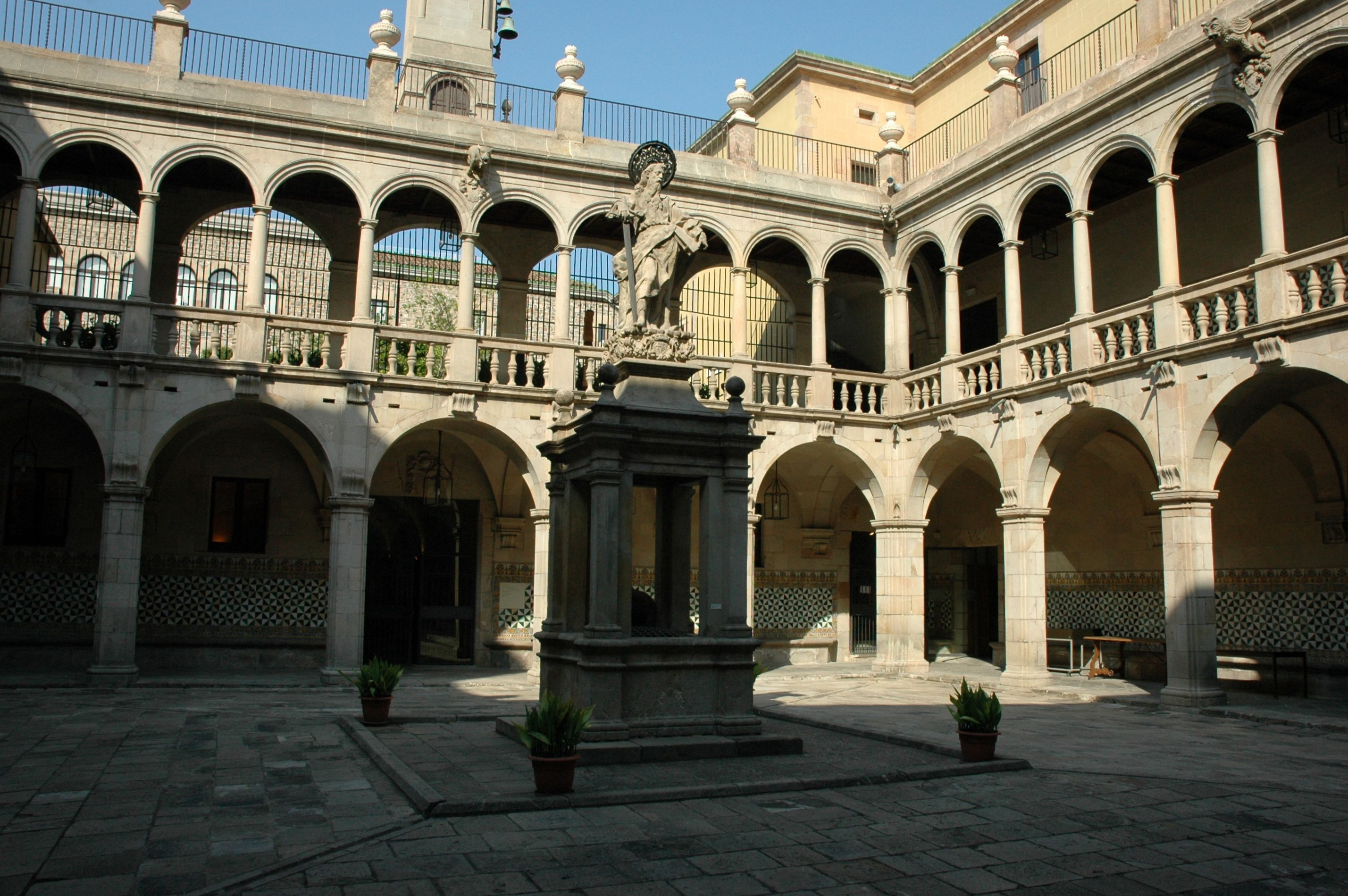
L'Hospital de la Santa Creu, primera seu del Museu Tèxtil (1961-1982)
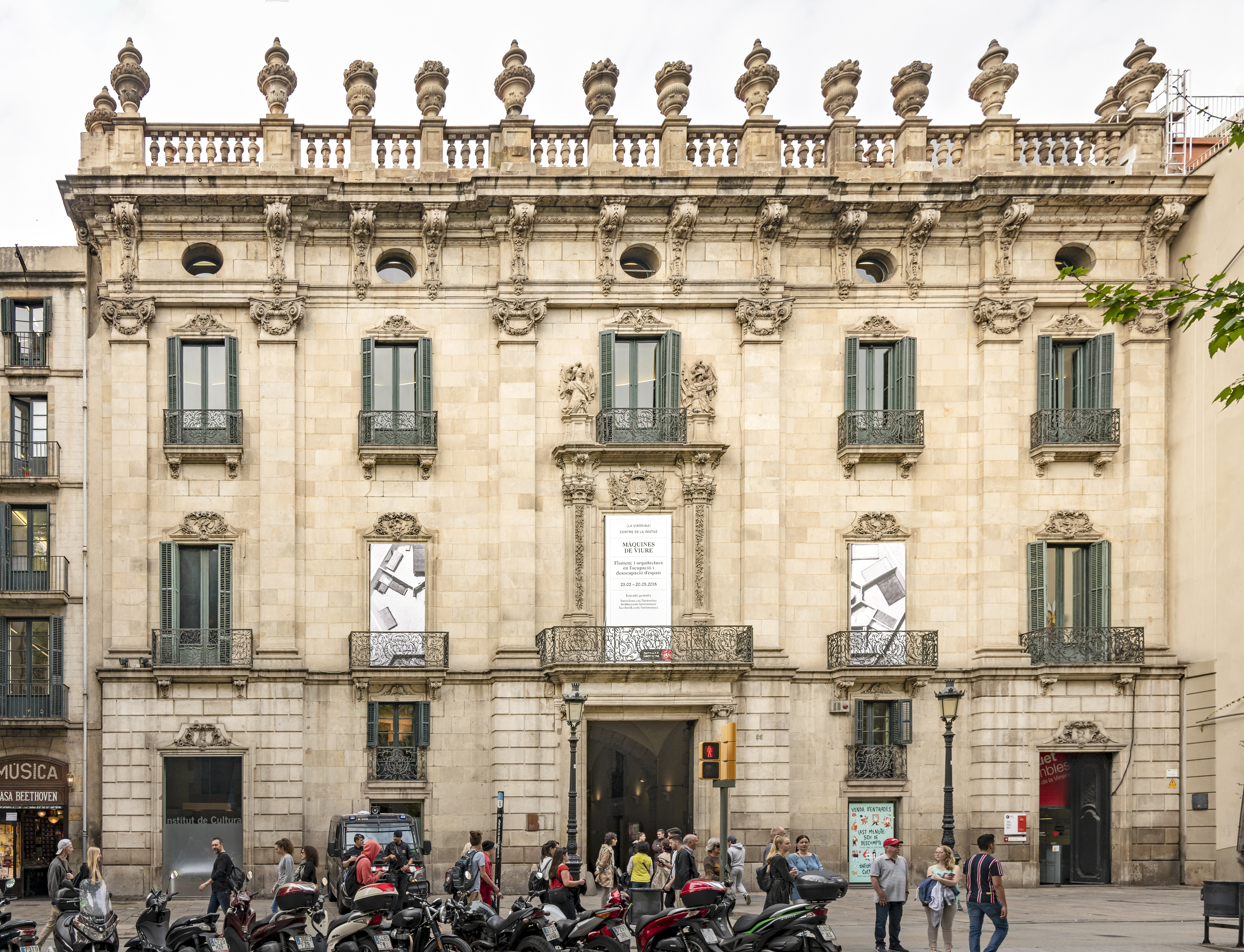
Palau de la Virreina, seu del Museu de les Puntes (1968-1982)
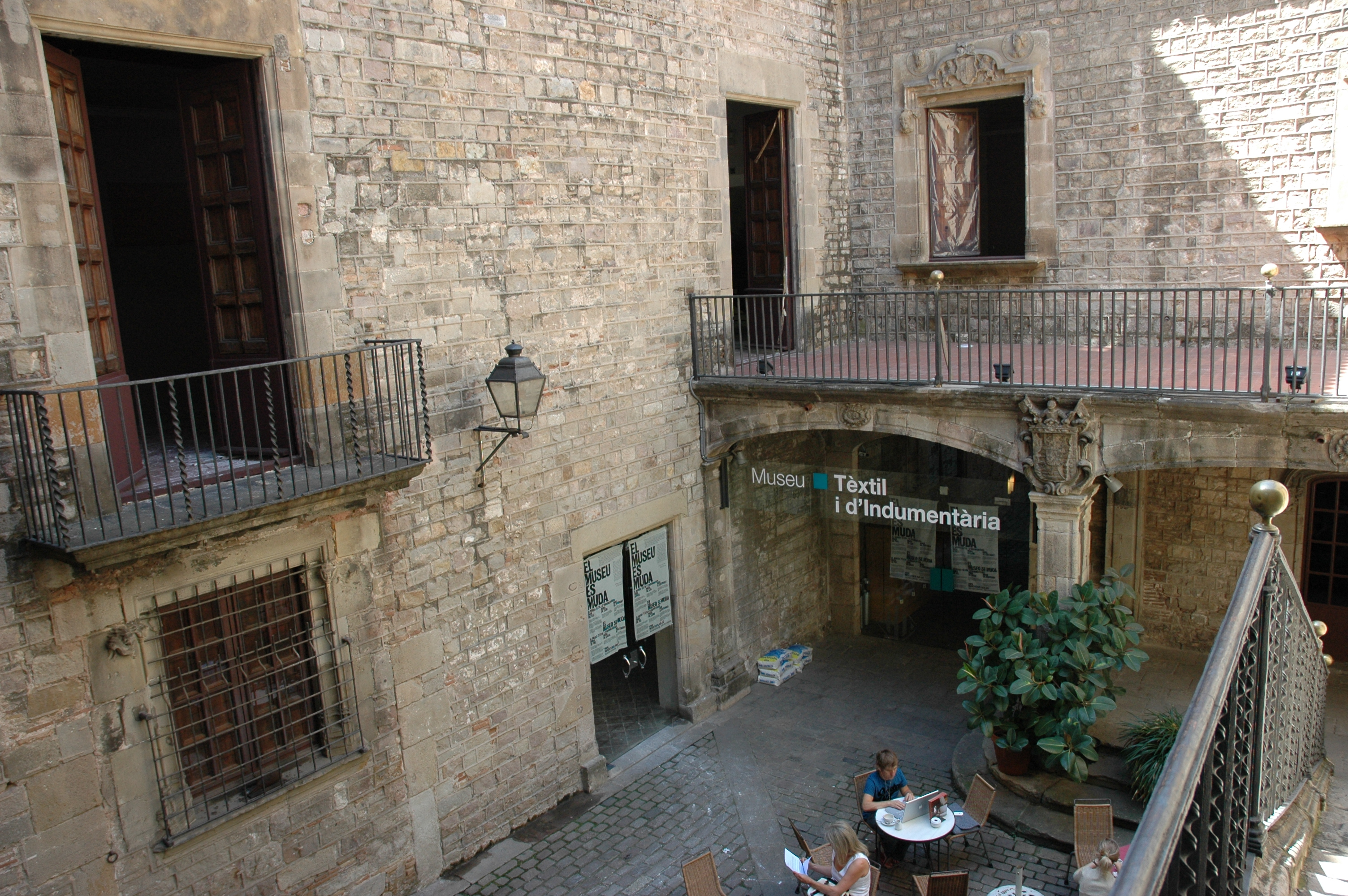
Palau del Marquès de Llo, seu del Museu d'Indumentària-Col·lecció Rocamora (1969-1982) i després de tot el museu (1982-2008)
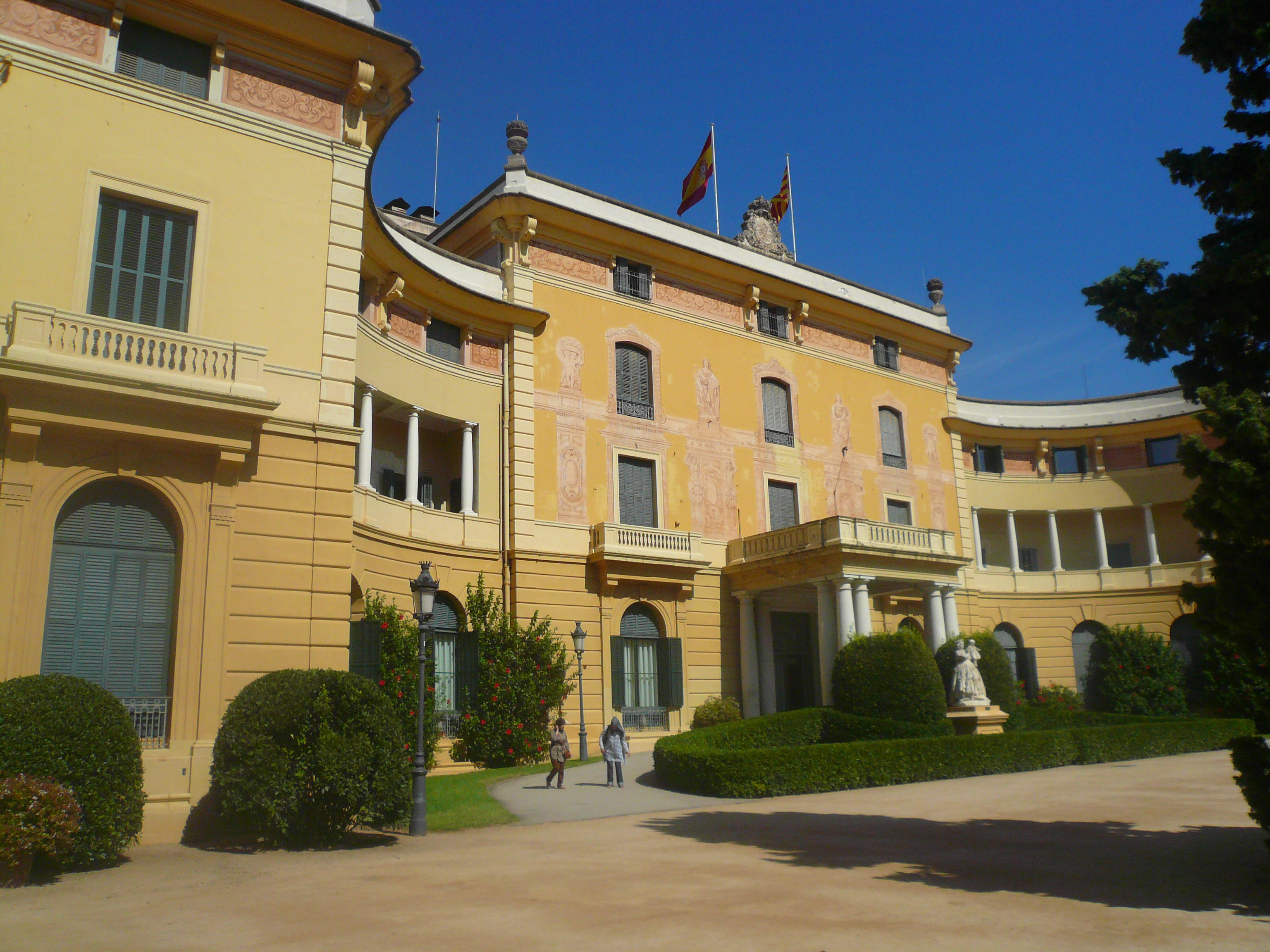
Palau Reial de Pedralbes, ubicació del museu des del 2008 fins al 2014.
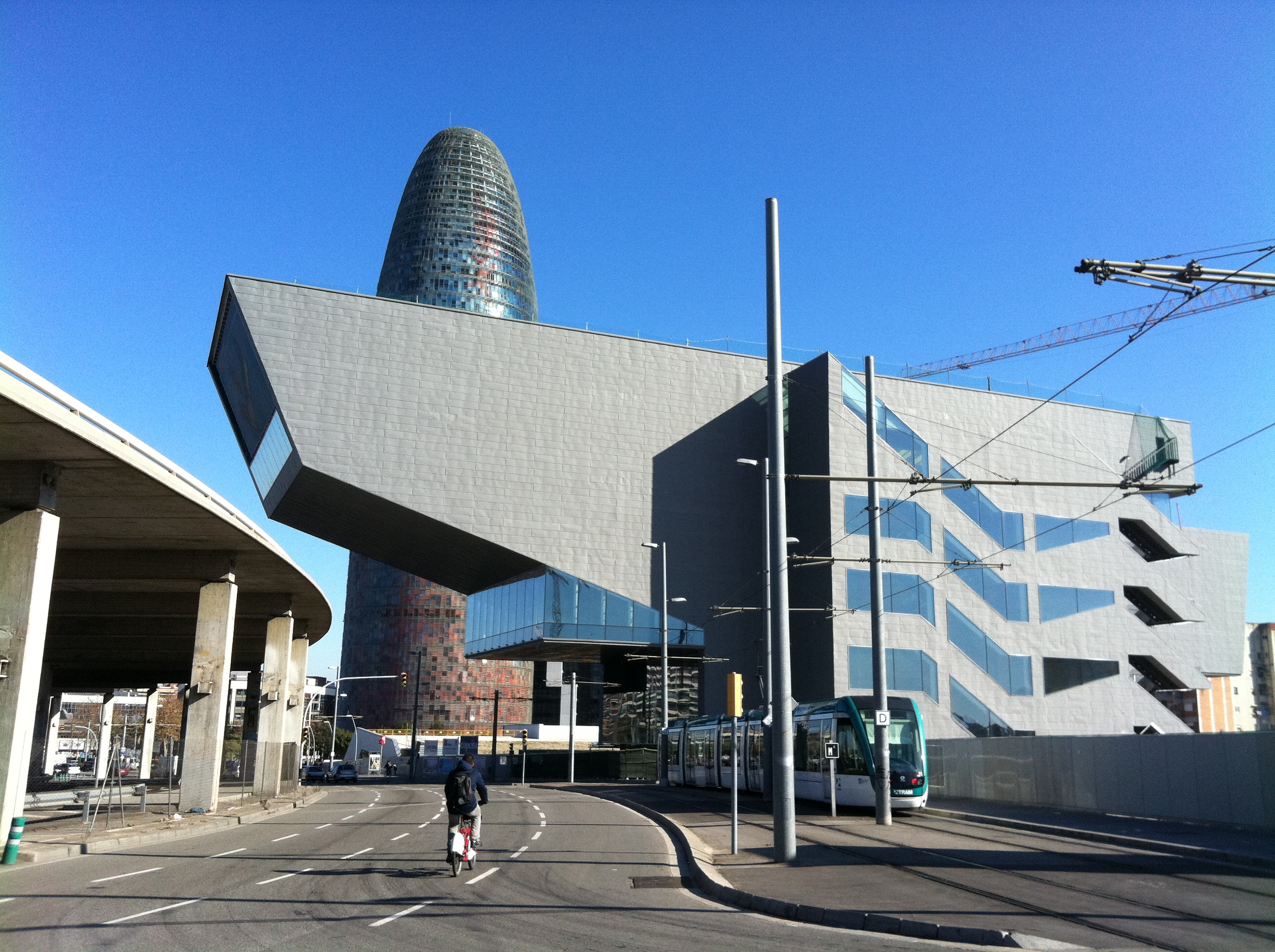
Disseny Hub Barcelona, actual seu del museu, durant la construcció el 2012.

## Col·lecció permanent[12]
El Museu Tèxtil i d'Indumentària conservava col·leccions de vestits (indumentària i col·leccions de moda), de teixits, d'estris tèxtils i sistemes d'estampació, de fotografia de moda, i de joieria.
- Col·lecció d'Indumentària: Amb vestits que daten des del segle xvi fins a l'actualitat, inclou la col·lecció Rocamora d'indumentària civil (s. XVI-1930), com també diferents col·leccions de peces fetes per dissenyadors de moda de renom, com ara Charles Frederick Worth, Cristóbal Balenciaga, Paco Rabanne, Manuel Pertegaz i Pedro Rodríguez.[12][13]
- Col·lecció de Teixits: Conservava teixits coptes (segles III al xii), andalusins (l'Àndalus), romànics (com ara el penó de Sant Ot, que data d'entre 1095 i 1112), gòtics (el tern de Sant Valeri, del s. XIII, i la casulla del tern de Sant Vicenç, de Londres, s. XIV)[14] i renaixentistes, així com peces dins els estils del rococó, neoclassicisme, directori, imperi, romanticisme, modernisme, art déco i les últimes tendències. Entre el fons hi havia tapissos, penons, brodats, una secció de puntes (blondes, punta al coixí, punta a l'agulla) i els estampats, com ara indianes.
- Col·lecció de joieria: Aproximadament 500 peces de creació espanyola.[15]

### Peces destacades
Entre les diverses col·leccions, destaquen els teixits coptes i hispanoàrabs, els terns de sant Valeri i de sant Vicenç, el penó de Sant Ot, uns tapissos de Tournai (s. XVI), blondes catalanes fetes el s.XIX, la col·lecció Rocamora d'indumentària civil (s. XVI-1930) i diverses col·leccions de moda.

## Exposicions permanents

### El cos vestit
L'exposició, feta en part amb el fons del Museu Tèxtil i d'Indumentària, analitza com, al llarg de la història, el vestit ha afectat i modificat la imatge del cos humà, tot comprimint-lo o alliberar-lo depenent dels codis morals, socials i estètics de cada època. El vestit modifica la imatge del cos mitjançant unes accions que tendeixen a comprimir-lo i alliberar-lo alternativament des del segle xvi fins ara. Des de l'antiguitat, els homes i les dones han alterat la forma i l'aparença del seu cos amb pentinats, joies, tatuatges i sobretot, amb vestits. La manera de vestir-se de cada època té a veure amb codis morals, socials i estètics. L'exposició El cos vestit explica les transformacions que ha sofert el cos amb els canvis en la indumentària a partir de cinc accions diferents que tendeixen alternativament a comprimir-lo o alliberar-lo:
- Ampliar: Crear volum, mitjançant estructures o bé teixits rígids i amples, que separen el vestit del cos: enagos, crinolines i polissons.
- Reduir: Disminuir les formes naturals del cos, especialment el tòrax i la cintura: cotilles, sostenidors, cinturons i gipons.
- Allargar: Estirar la imatge perquè el cos sembli més alt: sabates de taló i plataforma, pentinats, barrets i vestits de cua.
- Perfilar: Resseguir les formes del cos i marcar la silueta: mitges, guants, bodis de teixits elàstics i gèneres de punt.
- Destapar: Insinuar la silueta, mostrar cames i braços i ensenyar la pell: teixits transparents, vestits curts, escotats o sense mànigues.

A partir d'aquests cinc conceptes, El cos vestit proposa un recorregut inèdit per la història del vestit, des de la col·lecció de vestits i complements del Museu Tèxtil i d'Indumentària de Barcelona i una selecció de materials gràfics: fotografies i gravats d'època, i textos explicatius, que ajuden a comprendre el procés de la moda.
La mostra es complementa amb una selecció de material gràfic (fotografies, gravats d'època...) L'exposició va ser nomenada una de les 116 icones turístiques de Catalunya, un recull dels símbols més representatius de la identitat catalana dut a terme per l'Agència Catalana de Turisme, la Direcció General de Turisme i Artesania Catalunya del CCAM, el Foment de les Arts i el Disseny (FAD), el Museu Nacional d'Art de Catalunya (MNAC) i l'Institut d'Estudis Catalans (IEC).

## Exposicions temporals
El museu ha acollit diverses exposicions temporals que tenen a veure amb la moda i la indumentària. Una d'elles fou "El laboratori de la joieria, 1940-1990" (2001-2003), primer exposada al Museu de les Arts Decoratives a Pedralbes, després al Museu del Tèxtil i d'Indumentària els anys següents al carrer Montcada, i també itinerant (al Museo del Traje de Madrid el 2006, per exemple, o al Museu Tèxtil de Terrassa el 2007). Una altra exposició temporal: "Outumuro LOOKS. Vint anys fotografiant moda" (22/01/2010 - 23/05/2010) Una altra era "Què em poso? El guarda-roba de Maria Brillas per Pedro Rodríguez" (10/03/2011 - 28/08/2011). Vegeu la secció a sota.

### Què em poso? El guarda-roba de Maria Brillas perPedro Rodríguez
La complexitat que comporta l'acte de vestir-se és major del que a primera vista percebem. El Disseny Hub Barcelona feia una reflexió entorn de la pròpia identitat a través de "Què em poso?", una exposició formada per una cinquantena de peces escollides de la donació de Hilda Bencomo, neta de Maria Brillas, confeccionades totes elles per Pedro Rodríguez, un gran mestre de costura del segle xx.
Recreant l'experiència quotidiana de posar-nos davant l'armari per a escollir quines peces de roba ens posarem, aquesta mostra pretenia plantejar qüestions vigents als nostres dies, oferint-nos l'oportunitat d'explorar el paper del vestit en la construcció de la pròpia identitat, la diversitat de factors que hem de considerar a l'hora de crear la nostra imatge, o el caràcter autobiogràfic que el nostre guarda-roba pot arribar a adquirir al llarg de la vida.
Les peces que constitueixen l'exposició formen part d'una col·lecció donada per Hilda Bencomo, neta de Maria Brillas, al Museu Tèxtil i d'Indumentària, i que es compon de 341 peces, 183 vestits i 158 complements. Aquest conjunt refà l'originari i ric món de referències amb les que el dissenyador de moda Pedro Rodríguez va concebre la seva obra, bona part de la qual s'inscriu en majúscules dins el món de la Costura espanyola, en una trajectòria brillant del 1919 fins als 1980 a Barcelona, Madrid i Donòstia / Sant Sebastià. La història de Maria Brillas a través dels seus vestits, creats per Pedro Rodríguez, forma part de la història de la ciutat, i pertany al patrimoni cultural de Catalunya i de l'Estat espanyol.